# Освідчення в коханні
«Освідчення в коханні» (рос. «Объяснение в любви») — радянський двосерійний художній фільм-мелодрама режисера Іллі Авербаха за мотивами книги Євгенія Габриловича «Чотири чверті». Виробництво кіностудії «Ленфільм», 1977 рік. Прем'єра відбулася в серпні 1978 року.

## Сюжет
Головний герой — талановитий, але боязкий літератор Филиппок переживає разом зі своєю країною важкі роки революції, розрухи і війни. Негаразди йому допомагає долати нерозділена і віддана любов до вдови комісара Зіночки, яка по-хазяйськи управляє його кар'єрою, не соромлячись заводити романи з іншими чоловіками. Історію свого життя Филиппок опише в книзі, яку на схилі віку він піднесе вже смертельно хворий, але як і раніше гаряче коханій дружині з вдячністю за пережите.

## У ролях
- Ева Шикульська —  Зіночка  (озвучує Валентина Паніна)
- Юрій Богатирьов —  Филиппок, письменник
- Ангеліна Степанова —  Зіночка в старості
- Бруно Фрейндліх —  Филиппок в старості
- Кирило Лавров —  Всеволод Миколайович Гладишев, друг Филиппка
- Анатолій Коваленко —  слідчий
- Юрій Гончаров —  матрос
- Микола Ферапонтов —  синьоокий
- Світлана Крючкова —  наречена
- Борис Соколов —  скрипаль
- Іван Мокеєв —  бродяга
- Тетяна Шаркова —  Масльонкіна
- Іван Бортник — Кройков (озвучує Ігор Єфімов)
- Денис Кучер —  Васька, син Зіночки
- Дар'я Михайлова —  дівчинка на пароплаві
- Микита Михайловський —  Филиппок-підліток
- Людмила Арініна —  Серафима Петрівна, сусідка Зіни
- Валерій Дегтяр —  бандит
- Ігор Дмитрієв —  пасажир на пароплаві
- Юрій Медведєв —  бригадир Масльонкін Анатолій Євстигнійович
- Ернст Романов —  господар хати
- Йола Санько — Люба, подруга Зіни
- Анатолій Рудаков —  наречений
- Карина Морітц —  внучка Филиппка

## Знімальна група
- Автор сценарію: Павло Фінн
- Режисер: Ілля Авербах
- Оператор: Дмитро Долінін
- Художник: Володимир Свєтозаров